# La collana della felicità
La collana della felicità è un film muto italiano del 1916 diretto  e interpretato da Carlo Campogalliani.